# .id
.id — в Інтернеті, національний домен верхнього рівня (ccTLD) для Індонезії.

## Домени 2-го та 3-го рівнів
В цьому національному домені нараховується близько 4,470,000 вебсторінок (станом на січень 2007 року).
У наш час використовуються та приймають реєстрації доменів 3-го рівня такі доменні суфікси (відповідно, існують такі домени 2-го рівня):
| Суфікс  | Регламентовані користувачі                                            |
| .ac.id  | Наукові та дослідницькі установи, коледжі, університети або інститути |
| .co.id  | Комерційні установи, корпорації                                       |
| .mil.id | Військові організації                                                 |
| .net.id | Провайдери, організації, пов'язані з мережами                         |
| .or.id  | Неприбуткові, неурядові організації                                   |
| .sch.id | Публічні та приватні школи                                            |
| .web.id | Вебмайданчики                                                         |